# Кашевська-Воля
Кашевська-Воля (пол. Kaszewska Wola) — село в Польщі, у гміні Пшитик Радомського повіту Мазовецького воєводства.
Населення — 299 осіб (2011).
У 1975-1998 роках село належало до Радомського воєводства.

## Демографія
Демографічна структура станом на 31 березня 2011 року:
|          | Загалом | Допрацездатний вік | Працездатний вік | Постпрацездатний вік |
| -------- | ------- | ------------------ | ---------------- | -------------------- |
| Чоловіки | 156     | 35                 | 98               | 23                   |
| Жінки    | 143     | 39                 | 72               | 32                   |
| Разом    | 299     | 74                 | 170              | 55                   |